# Sara Forsberg
Sara Maria Forsberg (* 2. května 1994) je finská zpěvačka, známá jako SAARA, skladatelka, herečka a internetová osobnost (známá jako Smoukahontas).

## Život
Saara se narodila 2. května 1994 v Jakobstadu. Jako dítě žila v Texasu a Anglii. Když jí bylo šest let, vrátila se její rodina zpět do Finska. Předtím než se Saara stala zpěvačkou, vystudovala střední školu v oboru kuchař.
V březnu roku 2014 vydala na youtube video "What Languages Sound Like to Foreigners". Saara v něm mluvila s přízvuky z různých jazyků (francouzština, italština, japonština, arabština, portugalština, španělština apod.). Video se stalo populárním a dosáhlo více než 12 milionů zhlédnutí. Později vydala nové video "One Girl, 14 Genres", ve kterém zpívá v různých stylech (muzikál, opera, pop, RnB,...). V červenci 2014 podepsala smlouvu s Capitol Records. Jejím producentem se stal Rodney Jerkins. Saara se stala prvním finským občanem v historii, který podepsal nahrávací smlouvu s americkým hudebním vydavatelstvím. V říjnu 2014 dostala Saara roli v americko-čínském filmu Skiptrace.
Její první singl "Ur cool" vyšel 21. dubna 2015. V červnu 2015 spolupracovala na písničce "Vauvoja" s finským zpěvákem Kasmirem. "Vauvoja" se stala oblíbenou písničkou ve Finsku i Švédsku a umístila se na prvním místě v žebříčcích "Airplay Chart" a "Finnish downloads". V červenci 2015 napsala dvě písničku "You think" pro dívčí K-pop skupinu Girls Generation. Saara vystoupila v britském BBC rádiu, ve finském rádiu YLE a v The Ellen DeGeneres Show.
V roce 2016 vytvořila pro film Star Trek: Do neznáma jazyk mimozemské rasy Krallů a jednu z postav také namluvila.